# Parachute (Colorado)
Pour les articles homonymes, voir Parachute.
Parachute est une ville américaine située dans le comté de Garfield dans le Colorado.

## Démographie
| 1910 | 1920 | 1930 | 1940 | 1950 | 1960 |
| ---- | ---- | ---- | ---- | ---- | ---- |
| 268  | 228  | 209  | 230  | 296  | 245  |

| 1970 | 1980 | 1990 | 2000  | 2010  | - |
| ---- | ---- | ---- | ----- | ----- | - |
| 270  | 338  | 658  | 1 006 | 1 085 | - |

Selon le recensement de 2010, Parachute compte 1 085 habitants. La municipalité s'étend sur 1,67 milles carrés (4,33 km2).